# Risby Sogn
Risby Sogn (på tysk Kirchspiel Rieseby) er et sogn i Svans i det sydøstlige Sydslesvig, tidligere i Risby Herred (≈Svans Adelige Distrikt), nu kommunerne Risby og Lose i Rendsborg-Egernførde Kreds i delstaten Slesvig-Holsten.
I Risby Sogn findes flg. stednavne:
- Bastrup[1] el. Bostorp (Basdorf)
- Bystrup el. Bystorp (Büstorf)
- Bøgholt[2] (Buchholz)
- Bøgeå (Büchenau)
- Drengbjerg (Drengberg)
- Ileved (Ilewitt)
- Jansholt[3] (Jahnsholz)
- Grøndal
- Hagehoved (Hakenhoft)
- Holm
- Humleved[1] (Hummelsweeth)
- Hørst (Hörst)
- Kasmark
- Kasmarkskov
- Kolholt el. Kålholt (Kollholz)
- Kolhøj (Kollhüh)
- Kommherut
- Krat (Kratt)
- Krisby (Krieseby)
- Krisbyå (Kriesebyau)
- Krisbymark
- Lerskov el. Legerskov (Legeholz)
- Lille Ryd (Kleinrott)
- Lose (Loose)
- Myrholm (Mürholm)
- Mosebjerg Mølle
- Moseskov
- Neuwiese
- Nordby el. Nørby
- Norbyhede
- Patermis (Patermeß)
- Petriholt (St. Peters Skov, Petriholz)
- Risby (Rieseby)
- Ravnebjerg
- Sakstrup eller Sakstorp (Saxtorf)
- Skerholt (Scherrholz)
- Steckswiese
- Storskov[1] (Großholz)
- Stubbe
- Stubbeskov
- Sønderby (Süderby)
- Sønderbygaard
- Timmerbyskov (Timmerbyholz)
- Tingsbøl
- Tingstok
- Tolsryd (på ældre dansk Thorsrye; Tolsrüh)
- Ugleskov
- Voßkuhl (nedertysk for Rævekule[4])
- Østergård